# Paratriaenops auritus
Paratriaenops auritus — є одним з видів кажанів родини Hipposideridae.

## Поширення
Країни поширення: Мадагаскар. Проживає в діапазоні від 50 м і 160 м над рівнем моря. Це печерний вид. Цей вид вважається залежним від відносно незайманих лісів для годування.

## Загрози та охорона
Втрата лісів становить загрозу для цього виду. Цей вид, як відомо, живе у трьох охоронних територіях.